# Udsvingsbånd
Udsvingsbånd, paritetsgitter og "slange" refererer alle til et centralt element i fastkurspolitik, nemlig at den involverede valuta kan svinge +/- i forhold til den centralkurs, der ønskes fastkurs i forhold til.
Dette gælder pt. for den danske krone ifht. til euroen, nemlig +/- 2,25%, se ERM2. 
Det er særligt Nationalbankens aktive politik og brug af pengepolitik, valutapolitik og valutareserver, der skal sikre dette, men andre centralbanker kan blive anmodet om at støtte kronen for at undgå valutaspekulation.